# Костюнинская (Наумовский сельсовет)
Костюнинская — деревня в Верховажском районе Вологодской области.
Входит в состав Нижне-Важского сельского поселения (до 2015 года входила в Наумовское сельское поселение), с точки зрения административно-территориального деления — в Наумовский сельсовет.
Расстояние по автодороге до районного центра Верховажья — 11 км, до центра муниципального образования Наумихи — 12,9 км. Ближайшие населённые пункты — Потуловская, Калинино, Матвеевская.
По переписи 2002 года население — 20 человек (9 мужчин, 11 женщин). Всё население — русские.